# Mont-et-Marré
Mont-et-Marré este o comună în departamentul Nièvre din centrul Franței. În 2009 avea o populație de 184 de locuitori.

## Evoluția populației
| An        | 1975 | 1982 | 1990 | 1999 | 2006 | 2009 |
| --------- | ---- | ---- | ---- | ---- | ---- | ---- |
| Populație | 199  | 197  | 181  | 187  | 163  | 184  |